# Julianne Pierce
Julianne Pierce es una artista, comisaria, crítica y productora de arte australiana. Es una de las cuatro componentes de VNS Matrix (1991-1997) colectivo de arte digital pionero en utilizar el término «ciberfeminismo». Desde 2016 es directora de Art Enginneers, un colectivo de diseñadores y artistas basado en Sídney y Adelaida.

## Trayectoria
Pierce es miembro fundadora de VNS Matrix grupo pionero en la utilización del término ciberfeminismo en 1991. Su trayectoria desde entonces ha estado conectada con arte y tecnología. De 2006 a 2013 dirigió el International Symposium on Electronic Art (ISEA) uno de los encuentros de arte y tecnología más relevantes que cada año se celebra en un diferente lugar del mundo. De 2013 a 2015 estuvo al frente del Grupo Emergente y Estratégico de Artes Experimentales del Consejo Australiano de Arte. Fue comisaria de artes visuales del Festival de Artes de Adelaida de 2006 a 2008 y de 2000 a 2005 Directora Ejecutiva de la Red Australiana de Arte y Tecnología (ANAT) con base en Adelaida.
De 2007 a 2012 dejó Australia para residir en el Reino Unido donde fue productora ejecutiva del grupo artístico de media interactivo y performance Blast Theory de 2007 a 2012, basado en Brighton en el Reino Unido. De 2012 a 2014 asumió la dirección ejecutiva de la compañía Australian Dance Theatre, un grupo de danza contemporánea que trabaja con performance y tecnología. En 2016 presentó y dirige Art Enginners un colectivo de artistas, diseñadores gráficos, productores y creativos de performance.

## Sobre ciberfeminismo
VNS Matrix está considerado el primer grupo artístico en utilizó el término «ciberfeminismo» aunque Pierce reconoce que el concepto emergió al mismo tiempo en diversos sitios a la vez. De hecho en la misma época la filósofa Sadie Plant ya utilizaba también el término.
Sobre ciberfeminismo y VNS Matrix Pierce ha dicho: «El Cyberfeminismo tuvo ideas irónicas de apropiación, y puso sus manos en el terreno de las bases de datos. Combinó una visión utópica de corrupción patriarcal con un entusiasmo ilimitado por las nuevas herramientas de la tecnología. Abrazó la política de identidad y género, haciendo fluir las no-identidades florecidas mediante el medio digital. El lugar del cuerpo femenino sería una mujer on-line de frontera, creando nuestros mundos virtuales propios y colonizando el mundo amorfo del cyberespacio».

## Comisariados
- Future Languages (Adelaide Festival, 1994)
- Code Red (ANAT/Performance Space national tour, 1997)
- Biomachines (Adelaide Festival, 2000)
- Spectrascope (Biennale of Sydney, Performance Space, August 2000)

## Publicaciones
- Australian new media: an active circuit Artlink 21.3 (2001): 14[9]
- Guest Editorial: New Media-New Collaborations. Dance Forum. Vol. 15. No. 2. Australian Dance Council, 2005.[10]

- Info heavy cyber babe. First Cyberfeminist International Reader, Hamburg: Old Boys Network (1998). Traducción al español de Ana Navarrete

## Textos complementarios
- Paniagua, Maya Zalbidea. Cyberfeminist Theories and the Benefits of Teaching Cyberfeminist Literature.
- Evans, Claire L. (2014)  An orale history of the first Cyberfeminists
- Tofts, Darren. "Writing media art into (and out of) history." Re: live: 161.